# Argun (Stadt)
Argun (russisch Аргу́н; tschetschenisch УстаргӀардой Ustharghardoj) ist eine kreisfreie russische Stadt mit 29.525 Einwohnern (Stand 14. Oktober 2010) in der autonomen Republik Tschetschenien im Föderationskreis Nordkaukasus.

## Geographie

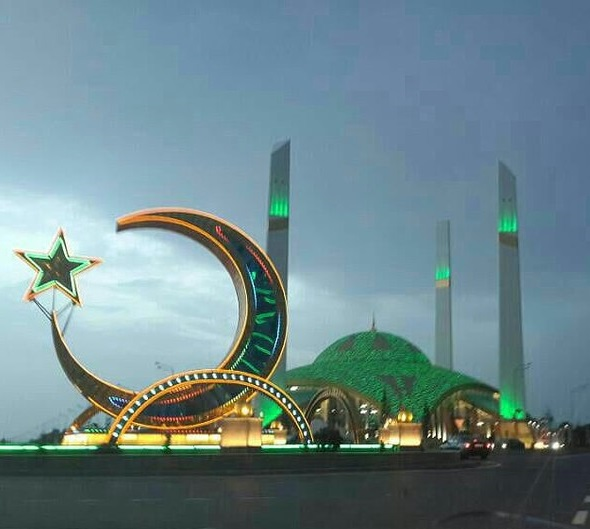
Moschee in Argun (2014)

Argun liegt im Kaukasusvorland auf einer durchschnittlichen Höhe von 125 m über dem Meeresspiegel im zentralen Teil Tschetscheniens, 16 km östlich von dessen Hauptstadt Grosny. Weitere nahe gelegene Städte sind Schali (16 km südlich) und Gudermes (19 km östlich). Das Stadtgebiet Arguns befindet sich am gleichnamigen Fluss aus dem Flusssystem des Terek.
Argun bildet einen eigenständigen Stadtkreis, der westlich vom Grosnenski rajon und östlich von Schalinski rajon umschlossen wird.

## Geschichte
Argun ging aus dem seit dem 18. Jahrhundert bekannten Aul namens Ustargardoi (Устаргардой) hervor. Nach dem Zweiten Weltkrieg, als die Autonome Sowjetrepublik der Tschetschenen zeitweilig aufgelöst worden war, wurden alle Aul-Bewohner vertrieben, und an der Stelle des alten Dorfes wuchs eine Arbeitersiedlung, die nach dem Fluss Argun benannt wurde. In den 1960er-Jahren erhielten die Tschetschenen wieder ihre eigene autonome Republik, und Argun wurde 1967 offiziell zur Stadt.
Während des Ersten und des Zweiten Tschetschenienkrieges in den 1990er-Jahren trug Argun erhebliche Schäden davon.

## Bevölkerungsentwicklung
| Jahr | Einwohner |
| ---- | --------- |
| 1970 | 15.148    |
| 1979 | 21.652    |
| 1989 | 25.491    |
| 2002 | 25.698    |
| 2010 | 29.525    |

Anmerkung: Volkszählungsdaten

## Wirtschaft und Verkehr
Als Industrievorort Grosnys besitzt Argun vor allem nahrungsmittelproduzierende Betriebe. Im Mai 2008 wurde in einer der ehemaligen Fabriken für Landwirtschaftsmaschinen die Produktion von Pkw-Fahrzeugen der Marke Lada gestartet. Zunächst wurde hier der 2107 gebaut, heute stattdessen der Priora.
Argun liegt an der Fernstraße M29 sowie an der Strecke der Nordkaukasischen Eisenbahn von Grosny über Machatschkala nach Baku.

## Söhne und Töchter der Stadt
- Mowsar Barajew (1979–2002), Anführer eines Terrorkommandos
- Abdul Halim Sadulajew (1967–2006), Rebellenführer
- Riswan Uzijew (* 1988), Fußballspieler
- Jakub Schamilow (* 1991), Judoka
- Magomed Schachidow (* 1994), deutscher Boxer.